# Brevizacla curta
Brevizacla curta är en insektsart som först beskrevs av Andrej Vasiljevitj Gorochov 2003.  Brevizacla curta ingår i släktet Brevizacla och familjen syrsor. Inga underarter finns listade i Catalogue of Life.